# Villa Ballester
Villa Ballester é uma cidade da Argentina, na situada na província de Buenos Aires, localizado na área metropolitana de Gran Buenos Aires.